# Ведмідь і Дракон
Ведмідь і Дракон — техно-трилер, написаний Томом Кленсі як пряме продовження «Виконавчих наказів» та виданий 21 серпня 2000 року.
Президент Джек Раян матиме справу з війною між Росією та Китаєм, через що назва роману і обігрує фрази-кліше «Російський ведмідь» і «Китайський дракон». Маючи понад 1028 сторінок, це другий за довжиною роман Кленсі, після «Виконавчих наказів». Книга дебютувала під номером один у списку бестселерів «Нью-Йорк таймс».

## Короткий зміст сюжету
У Москві директор Служба зовнішньої розвідки (СЗР) Сергій Головко пережив замах по дорозі на роботу. Автомобіль, ідентичний його броньованому білому «Мерседесу», був розстріляний з гранатомета РПГ-7, пасажири загинули (один з них був колишнім агентом КДБ, який після розпаду СРСР став сутенером). Розслідування інциденту російською поліцією, а потім і контррозвідкою вказує на причетність китайської розвідки, що діє під прикриттям посольства і на те, що саме Головко був справжньою ціллю. Після невдалого замаху на директора СЗР китайці планували вбити ще і російського президента, але їхнього агента, також колишнього офіцера КДБ, вчасно заарештовує ФСБ.
Тим часом президент США Джек Раян надає Тайваню дипломатичний статус, признаючи її окремою незалежною державою. Цей крок був відплатою Китаю за участь в змові та таємну допомогу Японії («Борг честі») та Ірану у війні проти США («виконавчі накази»). Через кілька місяців, під час торгових переговорів між США та Китаєм у Пекіні, знімальна група CNN стала свідком вбивства папського нунція та китайського баптистського священника, коли вони намагалися перешкодити китайській владі зробити примусовий аборт одній з християнок. Через два дні поліцейські жорстоко розігнали молитовну службу, яку очолила вдова баптистського священника в їхньому домі, котра була обурена тим, що тіло її чоловіка було кремовано та скинуто в річку без її дозволу та відома. Міжнародне обурення цими інцидентами та небажанням китайської влади вибачитись та покарати винних, призвело до міжнародного бойкоту товарів китайського виробництва. Оскільки китайська економіка вже переживала проблеми через нещодавню військову експансію, бойкот дуже болісно вдарив по ній. Щоб якось розв'язати економічні проблеми китайське політбюро планує вторгнення до Сибіру, щоб отримати доступ до нещодавно відкритих там родовищ нафти та золота.
ЦРУ за допомогою свого агента Номурі встановлює програму стеження на комп'ютер секретарки китайського міністра. Міністр мав звичку щодня надиктовувати секретарці короткий звіт про основні події дня для особистого щоденника. Секретарка щовечора записувала почуте в комп'ютер і таким чином ЦРУ отримувало оперативний доступ до державних таємниць, які обговорювались урядовцями.
Отримавши від ЦРУ звістку про заплановане вторгнення Китаю, Раян переконує НАТО прийняти до себе Росію, збройні сили якої на той момент являли собою рештки колишньої військової могутності. А російському президенту обіцяє військову допомогу та ділиться розвідувальною інформацією. Коли китайці вдираються до Сибіру, росіяни відбивають їх напад за допомогою Сполучених Штатів, спричиняючи великі втрати з боку Китаю. Військово-морські сили США атакують берегову оборону материкового Китаю та знищують більшу частину застарілого китайського флоту, поки він стоїть у порту та топлять єдиний китайський атомний підводний човен з балістичними ракетами. Бомбардувальники-невидимки F-117 Nighthawks за допомогою високоточних бомб GBU-27 руйнують залізничні мости в Харбіні та Бейані за допомогою бомб GBU-27 Paveway III, серйозно пошкоджуючи лінії постачання китайської армії вторгнення. Пізніше Раян вирішує відкрито транслювати репортажі CNN про війну, а також прямі трансляції з американських розвідувальних безпілотників через вебсайт ЦРУ, щоб протистояти пропаганді китайського уряду щодо статусу та мети війни.
Керівництво Пекіна, що стає все більш відчайдушним, вирішує підготувати свої міжконтинентальні балістичні ракети до потенційного запуску. Для їх знищення відправляється об'єднана група сил спеціальних операцій НАТО і Росії під керівництвом оперативника загону «Rainbow» Джона Кларка. Команда знищує майже всі китайські ракети, крім двох, які встигають стартувати. З двох, що стартували, одна була збита кулеметом з гелікоптера AH-64 Apache, а друга полетіла курсом на Вашингтон. Сім'ю Раяна та урядовців екстрено евакуювали, але сам Раян в останню хвилину вирішив залишитися на борту пришвартованого військового корабля USS Gettysburg, який оснащений експериментальною системою протиракетної оборони «Aegis». Раян з пункту керування ракетами спостерігає, як протиракета знищує МБР в останній момент. Кадри новин про перехоплення міжконтинентальної балістичної ракети пізніше транслюються через вебсайт ЦРУ на весь світ.
Тим часом у Пекіні група китайських студентів, обурені тим, що вони побачили на вебсайт ЦРУ, виходять на площу Тяньаньмень і згодом вриваються на засідання Політбюро, примушуючи до повалення уряду. Реформаторський член Політбюро Фан Ган бере на себе керівництво та заарештовує комуністичних лідерів, відповідальних за фіаско, а потім наказує негайно вивести китайські війська з Сибіру. Потім Фанг проводить відкриту дискусію зі студентськими лідерами.

## Персонажі

### Уряд Сполучених Штатів
- Джек Раян: президент Сполучених Штатів
- Роббі Джексон: віцепрезидент Сполучених Штатів
- Скотт Адлер: державний секретар
- Тоні Бретано: міністр оборони
- Арні ван Дамм: голова адміністрації президента Раяна
- Джордж Вінстон: міністр фінансів
- Бен Гудлі: радник президента Раяна з національної безпеки
- Кліфф Ратледж II: помічник державного секретаря з питань політики

### Центральне розвідувальне управління
- Ед Фолі: директор Центрального розвідувального управління
- Мері Пет Фолі: заступник директора (з операцій)
- Честер «Чет» Номурі: польовий офіцер ЦРУ, який працює в Китаї, під прикриттям продавця електроніки. Він заводить роман з одною з секретарок міністра та вмовляє її встановити програму стеження на робочий комп'ютер.

### Збройні сили США
- Адмірал Барт Манкузо: Головнокомандувач Тихоокеанського флоту (CINCPAC)
- Генерал-майор Меріон Діггс: командир 1-ї бронетанкової дивізії
- Дік Бойл: командир авіаційної бригади при 1-й бронетанковій дивізії
- Бронко Вінтерс: капітан ВПС США та пілот F-15C
- Генерал Міккі Мур: Голова Об'єднаного комітету начальників штабів

### Загін «Райдуга»
- Джон Кларк: Командир загону «Rainbow»
- Домінго «Дінг» Чавес: командир команди 2
- Етторе «Гектор» Фальконе: член команди 2, колишній офіцер італійських карабінерів

### Росія
- Сергій Головко, голова Служби зовнішньої розвідки Росії (СЗР)
- Геннадій Бондаренко: головнокомандувач збройними силами на Далекому Сході
- Едуард Грушевой: Президент Росії
- Юрій Кириллін: начальник російського спецназу
- Олег Провалов: поліцейський у Москві
- Клементій Іванович Суворов (Іван Юрійович Конєв): колишній підполковник КДБ, зрадник, найнятий китайцями для вбивства Головка, а згодом президента Грушевого.
- Григорій Авсеєнко (Распутін): Колишній агент КДБ, який став сутенером, був вбитий пострілом гранатомета, призначеним для Головка
- Павло Петрович Гоголь: колишній снайпер Червоної армії під час Другої світової війни

### Китай
- Фан Ган: Міністр без портфеля
- Чжан Хан Сан: Міністр без портфеля
- Сюй Кун Пяо: Генеральний секретар Комуністичної партії Китаю
- Луо Конг: міністр оборони та голова Народно-визвольної армії
- Пен Сі-Ван: Командувач 34-ї Червонопрапорної ударної армії,— передової армії сил вторгнення у Росію
- Ю Фа Ань: баптистський служитель китайського походження
- Ліан Мін: секретарка міністра Фан Ган і коханка та агентка, завербована Номурі (кодове ім'я SONGBIRD)
- Ян Лянь-Хуа: парафіянка Ю Фа Аня, яка мала несанкціоновану вагітність

### Інші персонажі
- Кеті Раян: Перша леді Сполучених Штатів
- Марк Гант: помічник секретаря Вінстона
- Алан Грегорі: програміст, молодший віце-президент корпорації TRW, пізніше залучений міністром оборони Бретано для дослідження можливості модернізації системи захисту Aegis від балістичних ракет для боротьби з міжконтинентальними ракетами (МБР)
- Майк Рейлі: агент Федерального бюро розслідувань (ФБР), призначений до Москви, спеціалізується на організованій злочинності
- Кардинал Ренато ДіМіло: Папський нунцій у Китаї
- Преподобний Джеррі Паттерсон: баптистський пастор із Джексона, Міссісіпі, друг Ю Фа Аня
- Преподобний доктор Хосія Джексон: баптистський священик і батько віце-президента Джексона
- Баррі Вайз: кореспондент CNN

## Відгуки
Книга отримала неоднозначні відгуки. Порівнюючи її з романом Льва Толстого «Війна і мир», газета Entertainment Weekly похвалила роман за «захоплюючу кінематографічну кульмінацію», а також за велику кількість афроамериканських персонажів. Тижневик Publishers Weekly зазначив, що «цей довідник містить п'янку, експертно досліджену, здавалося б, інсайдерську інформацію».
З іншого боку, книгу критикували за її довжину, расистське зображення китайських ієрогліфів і надмірну залежність від правої політики. У негативній рецензії The Guardian критикували довжину роману «на повному автопілоті, читачі, які ще не кинули через втому, можуть відчути таємну підозру, що автор теж давно втік з корабля», продовжуючи: «Ставши одним з найбільш продаваних, він [Кленсі] явно вийшов за межі будь-яких втручань редактора».